# Лейка
Лейката е съд за течности, използван за поливане (предимно с вода) на растения и почва на малки площи. Използва се в градинарството, зеленчукопроизводството, цветарството, а също и в дома за стайни растения.

## Устройство
Лейката е съставена от няколко основни елемента. В корпуса се събира течността. Той има форма на правилен или частично сплескан цилиндър, в чиято горна част има отвор за пълнене. Към лейката има дръжка, а от нейната срещуположна част излиза чучур с накрайник за разпръскване на водата, съставен от тръбичка и пресечен конус. Тръбичката е свързана с чучура, а основата на конуса е осеяна с множество дупки, през които течността изтича на тънки струи.
Лейката се изработва предимно от пластмаса, но на пазара се предлагат и метални и керамични. По обем разнообразието също е голямо – стандартните градински лейки са 10-15-литрови, а предназначените за стайни растения са доста по-малки.

## Предназначение
Лейката е пригодена за струйно поливане на растения - предимно на разсад, и в цветарството за групово или индивидуално поливане на всяко цвете.
Стилизирани лейки се предлагат като сувенири. Тя участва и като елемент в детски игри или като принадлежност на кукли за деца.